# ناهید (فیلم ۱۹۲۹)
ناهید (انگلیسی: Venus) فیلمی در ژانر درام است که در سال ۱۹۲۹ منتشر شد.